# 綾部パーキングエリア
綾部パーキングエリア（あやべパーキングエリア）は、京都府綾部市高槻町にある舞鶴若狭自動車道のパーキングエリアである。

## 道路
- E27 舞鶴若狭自動車道

## 歴史
- 2006年（平成18年）7月27日 - 下り線に災害対応型自動販売機を設置。
- 2006年（平成18年）9月1日 - 上り線に災害対応型自動販売機を設置。

## 施設

### 上り線（吉川方面）
- 駐車場
  - 大型　9台
  - 小型　22台
- トイレ
  - 男性　大4（和式1・洋式3）・小4
  - 女性　8（和式1・洋式7）
  - 車椅子用　1
- 給電スタンド（24時間）
- 自動販売機

### 下り線（敦賀方面）
- 駐車場
  - 大型　9台
  - 小型　22台
- トイレ
  - 男性　大5（和式1・洋式4）・小6
  - 女性　8（和式1・洋式7）
  - 車椅子用　1
- 給電スタンド（24時間）
- 自動販売機

## 隣
E27 舞鶴若狭自動車道
(5)綾部IC - (6)綾部JCT - 綾部PA - (7)舞鶴西IC